# Red Oak (Oklahoma)
Red Oak – miasto w Stanach Zjednoczonych, w stanie Oklahoma, w hrabstwie Latimer.